# Thamos, König in Ägypten

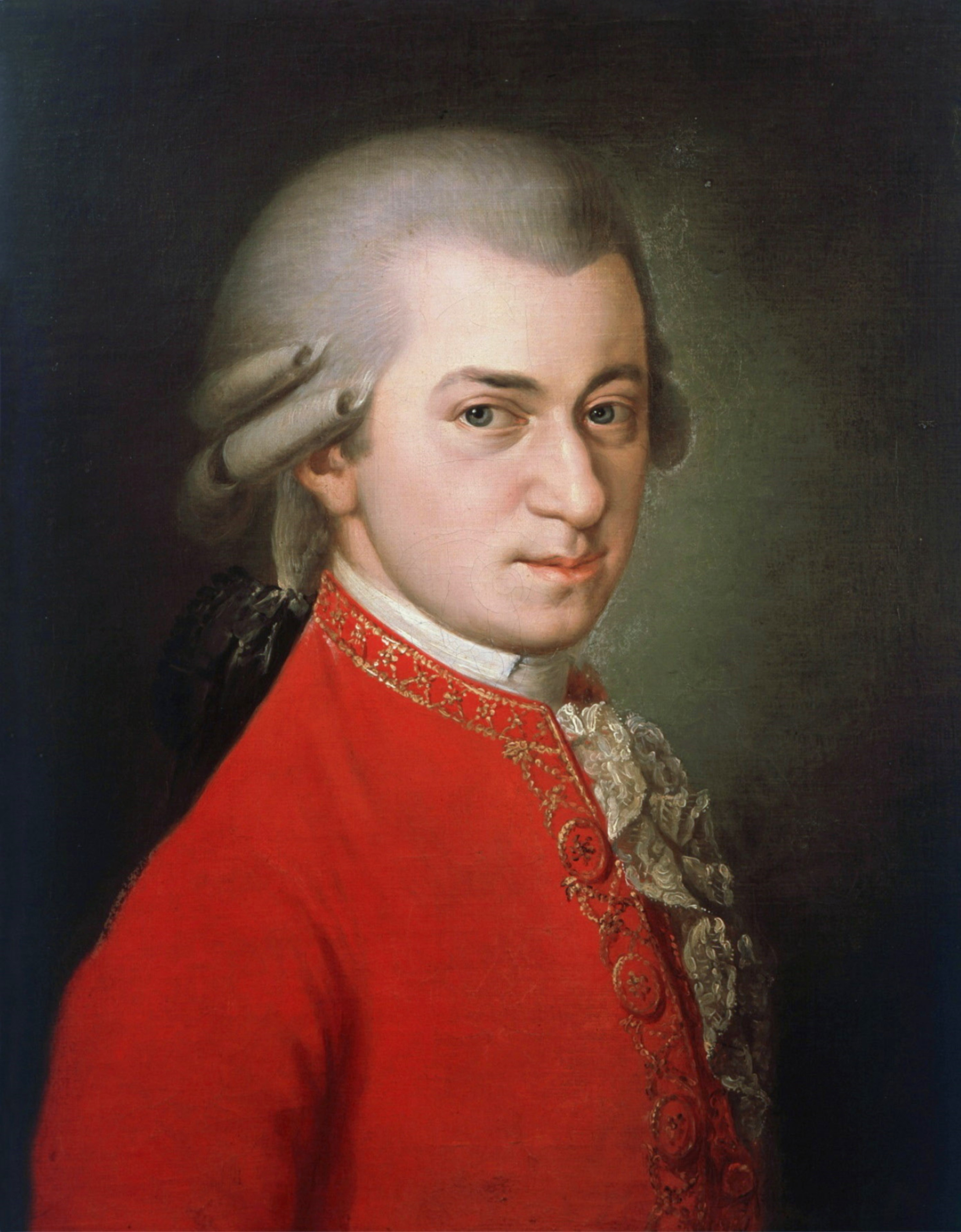
Wolfgang Amadeus Mozart

Thamos, König in Ägypten (Thamos, kung av Egypten) (K. 345/336a) är en tysk pjäs av Tobias Philipp von Gebler till vilken Wolfgang Amadeus Mozart komponerade kör- och mellanaktsmusik av operamässig karaktär.

## Historia
Mozart fick beställning på denna scenmusik redan 1773. Han skrev då två körer och fem instrumentalstycken. Det är inte klarlagt om Mozarts musik användes då pjäsen hade premiär den 4 april 1774 på Kärntnertortheater i Wien.
År 1779 omarbetade Mozart körerna för Johann Böhms teatersällskap och lade till en tredje, och antagligen reviderade han också instrumentalmusiken. Dessutom tillät han att sinfonian (K. 184) begagnades som ouvertyr. Böhm använde emellertid musiken för skådespelet Lanassa av Karl Martin Plümicke. Så sent som 1783 beklagade Mozart att publiken i Wien hade tappat intresse för pjäsen och därmed möjligheten att få höra hans musik.

## Personer
Den enda namngivna rollen är översteprästen Sethos (baryton). Därutöver förekommer fyra solister (sopran, alt, tenor och bas) och en blandad kör av präster och prästinnor.

## Handling
Kung Thamos älskar Sais, solgudens prästinna. Utan att veta om det är hon i själva verket dotter till kung Menes som är utklädd till översteprästen Sethos. När Sethos avslöjar vem han är dödas den förrädiske generalen Pheron av en blixt. Hans elaka faster, prästinnan Mirza, begår självmord.